# سنگ‌توده (تاجیکستان)
سنگ‌توده جماعت و شهرکی در جنوب‌غربی کشور تاجیکستان است که در ناحیهٔ دنغره ولایت ختلان قرار دارد. جمعیت این جماعت ۸٬۸۰۰ است.